# Choanograptis
Choanograptis is een geslacht van vlinders van de familie bladrollers (Tortricidae), uit de onderfamilie Tortricinae.

## Soorten
- C. ambigua Diakonoff, 1952
- C. argyrocyma Diakonoff, 1953
- C. concinna Diakonoff, 1952
- C. concurrens Diakonoff, 1952
- C. diagrapha Diakonoff, 1953
- C. diaphora Diakonoff, 1953
- C. didyma Meyrick, 1938
- C. dihamma (Diakonoff, 1941)
- C. fasciata Diakonoff, 1952
- C. humuligera Diakonoff, 1953
- C. paragrapha Diakonoff, 1953
- C. parorthota (Meyrick, 1928)
- C. tetraulax Diakonoff, 1953